# Termogeneza
Termogéneza je proces, s katerim toplokrvne (homeotermne) živali s stalno telesno temperaturo (endotermi) generirajo toploto ob porabi energijskih zalog, kadar zunanja temperatura pade pod neko kritično mejo. Proces je ključen za vzdrževanje homeostaze, saj je stabilna temperatura telesa pogoj za nemoteno delovanje encimskih in drugih fizioloških procesov, ki imajo temperaturni optimum nastavljen na normalno telesno temperaturo. Proces termogeneze lahko sicer poteka tudi pri t. i. termogenih rastlinah.

## Tresava termogeneza
Pri tresavi termogenezi žival generira toploto z ritmičnim krčenjem mišic - drgetanjem. Takšen način uporablja večina endotermnih vretenčarjev, pa tudi nekatere vrste žuželk. Avtonomni živčni sistem hkrati aktivira skupine mišic z nasprotujočim si delovanjem (antagonističnih), zato le-te ne opravijo nobenega dela. Toplota je posledica trenja med elementi mišičnih vlaken, podobno kot pri normalnem delovanju.

## Netresava termogeneza
Mehanizem netresave termogeneze je delovanje encimskih sistemov za presnovo maščobnih kislin, pri čemer se sprošča toplota. Sproži jo simpatično živčevje z izločanjem norepinefrina, ki se veže na receptorje maščobnih celic. Ta preko sistema sekundarnih sporočevalcev sproži termogenezo na dva različna načina:
- poraba ATP za aktivno črpanje ionov preko plazemske membrane, pri čemer so ionski kanalčki odprti. Ioni tako prosto prehajajo nazaj v prvotni kompartment in elektrokemijski koncentracijski gradient se ne spremeni, le del energije, ki nastane ob razgradnji (hidrolizi) ATP, se sprosti v obliki toplote.
- razklopitev dihalne verige od sinteze ATP. Ponovno gre za »puščanje« ionov skozi odprte ionske kanalčke, v tem primeru protonov, ki sicer poganjajo sintezo ATP. Razklopitev dihalne verige omogoča termogenin ali razklopitveni protein 1, ki se aktivira ob povečani porabi maščobnih kislin v procesu celičnega dihanja.

Pri nekaterih sesalcih se je v ta namen razvilo posebno maščobno tkivo, imenovano rjavo maščobno tkivo. Rjavo barvo (namesto običajne belkaste) ima zaradi ogromnega števila mitohondrijev, v katerih potekata oba procesa netresave termogeneze. Poleg tega je zanj značilno tudi veliko število kapilar, ki prevajajo toploto po telesu. Rjavo maščobno tkivo imajo predvsem živali, ki hibernirajo, s čimer nadomestijo potrebo po drgetanju kadar se ogrevajo po koncu obdobja hibernacije. Prisotno pa je tudi pri mladičih nekaterih drugih sesalcev, med drugim človeških dojenčkih, ki so zaradi majhne telesne velikosti in fizične aktivnosti izpostavljeni podhladitvi.

### Netresava termogeneza v mišicah
Poseben primer predstavljajo specializirane celice v skeletnih mišicah, imenovane »ogrevalne celice« (angleško heater cells), ki imajo malo miofilamentov in veliko mitohondrijev ter obširni sarkoplazemski retikulum ter so najbolj poznane v mečaricah. Pri teh celicah prihaja do konstantnih ciklov sproščanja in privzema kalcijevih ionov (Ca2+) v sarkoplazemskem retikulumu, za kar je potrebna energija v obliki ATP, s tem pa se sprošča toplota.
Pri sesalcih pomembnost tovrstne netresave termogeneze ni jasno določena, kljub temu pa je domnevano, da naj bi bil omenjeni mehanizem ključen pri dedni bolezni, imenovani maligna hipertermija. Osebki z boleznijo imajo okvarjene kalcijeve kanalčke, v skladu s tem pa zaradi zunanjih dejavnikov, kot je npr. uporaba določenih anestetikov med kirurškim posegom, pride do nenormalnega delovanja mehanizma, kar vodi do naglega in velikokrat smrtnega porasta telesne temperature.